# Harold King
Harold King (* 24. Februar 1887 in Llanengan, Carnarvonshire,  Wales; † 20. Februar 1956 bei Bournemouth) war ein britischer Chemiker und Pharmazeut.
King war der Sohn eines Lehrer-Ehepaars aus Lancashire und wurde in Wales geboren, er war aber kein Waliser. Er studierte ab 1905 an der University of Wales in Bangor (Wales) mit dem Master-Abschluss in Chemie bei K. J. P. Orton 1911. Danach war er mit einem 1851 Exhibition Stipendium als Chemiker zunächst kurz bei einer chemischen Fabrik eines Gaswerks in Beckton (London), wo er Erfahrung in analytischer Chemie erhielt, und ein halbes Jahr bei den Wellcome Physiologie-Laboratorien in Herne Hill, die unter Leitung von Henry Hallett Dale standen und wo er bei A. J. Ewins mit Alkaloid-Forschung bekannt wurde. Ab 1912 war er bei den Wellcome Chemical Works in Dartford im Labor von F. L. Pyman. Ab 1914 war er zeitweise in der Produktionsabteilung, wo er am erfolgreichen Aufbau der Ersatzproduktion des aufgrund des Ersten Weltkriegs von Bayer nicht mehr erhältlichen Aspirins beteiligt war. 1919 wurde er Leiter der Abteilung Organische Chemie am National Institute for Medical Research des Medical Research Council in Hampstead, wo er wieder unter Dale arbeitete. Als organischer Chemiker sollte er dort nach dem Ersten Weltkrieg vor allem neue Chemotherapeutika finden nach dem Vorbild von Paul Ehrlichs Salvarsan. Er forschte an organischen Arsenverbindungen gegen Trypanosomen und an Anti-Malaria-Mitteln (ohne allerdings in ein anwendungsreifes Produkt zu münden). 1950 ging er in den Ruhestand.
Bekannt wurde er vor allem durch Forschung über Alkaloiden und ihrer Verwendung als Arzneimittel. King gelang die Reindarstellung von Tubocurarin (einem Bestandteil des Curare-Pfeilgifts), er erkannte dessen Isochinolin-Charakter und suchte daraufhin systematisch nach einer Verwendung einfacherer Komponenten von Tubocurarin als Arzneimittel (in Zusammenarbeit mit Eleanor Zaimis). So fanden sich neue Muskelrelaxantien und  Ganglienblocker.
King fand das erste Chemotherapeutikum gegen Typhus, p-Sulfamoylbenzamidin.
Mit Otto Rosenheim (1871–1955) leistete er 1932 auch einen wichtigen Beitrag zur Steroidforschung, als sie erkannten, dass Cholesterin und  Gallensäuren eine Chrysen-Struktur hatten (vier Benzolringe). Sie korrigierten damit überkommene Strukturvorstellungen der Nobelpreisträger Heinrich Wieland und Adolf Windaus, die unter anderem durch die Röntgenstrukturuntersuchungen von John Desmond Bernal in Zweifel geraten waren. Wieland und Windaus hielten fälschlich einen der vier Ringe für Cyclopentan (der Grund war ihr Festhalten an einer Regel der organischen Chemie, der Blanc-Regel, für die bis dahin keine Ausnahmen bekannt waren). 
Er war Fellow der Royal Society.